# معبد النار كوسان
معبد النار كوسان (بالفارسية: آتشکده کوسان) هو معبد نار تاريخي، ويقع في كوهستان.